# Hindustan Motors
Hindustan Motors є індійським автомобільним виробником, розташованим в місті Калькута, Західний Бенгал, Індія. Це частина промислової групи Birla Technical Services. Компанія була найбільшим виробником автомобілів в Індії до зростання Maruti Udyog.
Компанія Hindustan Motors була виробником автомобіля Ambassador, який колись був основним автомобілем в Індії, заснований на 1956 році Morris Oxford III серії і вироблявся з 1957 до 2014 року. Виробництво автомобіля Ambassador було припинено 24 травня 2014 року.
Hindustan Motors Limited (HML), яка колись була новаторською компанією з виробництва автомобілів. Один з оригінальних трьох виробників автомобілів в Індії, заснований в 1942 році, він був лідером з продажу автомобілів до 1980-х років, коли промисловість була відкрита з захисту.
11 лютого 2017 року компанія Hindustan Motors виконав угоду з Peugeot SA про продаж бренду Ambassador.